# Lentiol
Lentiol – miejscowość i gmina we Francji, w regionie Owernia-Rodan-Alpy, w departamencie Isère.
Według danych na rok 1990 gminę zamieszkiwało 131 osób, a gęstość zaludnienia wynosiła 17 osób/km² (wśród 2880 gmin regionu Rodan-Alpy Lentiol plasuje się na 1490. miejscu pod względem liczby ludności, natomiast pod względem powierzchni na miejscu 1303.).